# Тримонт (Пенсилванија)
Тримонт (енгл. Tremont) град је у америчкој савезној држави Пенсилванија.

## Демографија
По попису из 2010. године број становника је 1.752, што је 32 (-1,8%) становника мање него 2000. године.
| Група             | 2000.         | 2010.         |
| Белци             | 1.765 (98,9%) | 1.720 (98,2%) |
| Афроамериканци    | 7 (0,4%)      | 11 (0,6%)     |
| Азијати           | 1 (0,1%)      | 2 (0,1%)      |
| Хиспаноамериканци | 1 (0,1%)      | 9 (0,5%)      |
| Укупно            | 1.784         | 1.752         |